# Championnat du Congo de football 2021
Navigation
Saison précédente Saison suivante
La saison 2021 du Championnat du Congo de football est la 56e édition de la première division congolaise, la Ligue 1. Les quatorze équipes sont regroupées au sein d'une poule unique, où chaque équipe affronte tous les adversaires de sa poule deux fois, à domicile et à l'extérieur.
L'AS Otohô d'Oyo, tenant du titre, est champion du Congo pour la quatrième fois d'affilée.

## Déroulement de la saison
Après l'arrêt du championnat précédent en mai 2020, la saison 2020-2021 a été reportée. Le championnat débutera finalement en janvier 2021.

## Qualifications continentales
Le premier du classement final se qualifie pour la Ligue des champions de la CAF 2021-2022 tandis que le vainqueur de la Coupe du Congo 2021 obtient un billet pour la Coupe de la confédération 2021-2022.

## Les clubs participants
- AC Léopards
- Diables noirs de Brazzaville
- Inter Club
- Étoile du Congo
- CARA Brazzaville
- FC Kondzo
- JS Talangaï
- FC Nathaly's - promu
- AS Cheminots
- Racing Club de Brazzaville
- Patronage Sainte-Anne
- Nico-Nicoyé
- Vita Club Mokanda
- AS Otohô

## Compétition
Le nombre de participants a été réduit à quatorze équipes par rapport à la saison précédente. 

### Classement
Le barème utilisé pour établir le classement est le suivant :
- Victoire : 3 points
- Match nul : 1 point
- Défaite, forfait ou abandon : 0 point

| Rang | Équipe                     | Pts | J  | G  | N  | P  | Bp | Bc | Diff |
| ---- | -------------------------- | --- | -- | -- | -- | -- | -- | -- | ---- |
| 1    | AS OtohôT                  | 66  | 26 | 21 | 3  | 2  | 48 | 9  | +39  |
| 2    | Diables Noirs              | 51  | 26 | 15 | 6  | 5  | 42 | 21 | +21  |
| 3    | JS Talangaï                | 40  | 26 | 11 | 7  | 8  | 29 | 27 | +2   |
| 4    | AC Léopards                | 39  | 26 | 10 | 9  | 7  | 37 | 32 | +5   |
| 5    | Étoile du Congo            | 37  | 26 | 9  | 10 | 7  | 23 | 22 | +1   |
| 6    | Patronage Sainte-Anne      | 36  | 26 | 9  | 9  | 8  | 21 | 19 | +2   |
| 7    | FC Kondzo                  | 35  | 26 | 8  | 11 | 7  | 24 | 26 | -2   |
| 8    | CARA Brazzaville           | 35  | 26 | 9  | 8  | 9  | 22 | 24 | -2   |
| 9    | Inter Club                 | 28  | 26 | 6  | 10 | 10 | 23 | 23 | 0    |
| 10   | FC Nathaly's P             | 27  | 26 | 7  | 6  | 13 | 22 | 42 | -20  |
| 11   | Nico-Nicoyé                | 26  | 26 | 6  | 8  | 12 | 24 | 30 | -6   |
| 12   | Vita Club Mokanda          | 25  | 26 | 6  | 7  | 13 | 16 | 30 | -14  |
| 13   | AS Cheminots               | 24  | 26 | 6  | 6  | 14 | 26 | 30 | -4   |
| 14   | Racing Club de Brazzaville | 24  | 26 | 6  | 6  | 14 | 28 | 48 | -20  |

|  | Qualifié pour la Ligue des champions de la CAF 2021-2022                              |
|  | Qualifié pour la Coupe de la confédération 2021-2022                                  |
|  | Relégation directe en deuxième division                                               |
|  | T : Tenant du titre C : Vainqueur de la Coupe du Congo P : Promu de deuxième division |

- L'avant dernier joue un match de barrage contre le finaliste perdant des barrages de montée de la Ligue 2. AS Cheminots se maintient en première division après les barrages contre Munisport (0-0, 1-0)[3].

## Bilan de la saison
| Championnat du Congo de football 2020-2021 |                                       |
| Champion                                   | Association sportive Otohô (4e titre) |
| Qualifications continentales               |                                       |
| Ligue des champions de la CAF 2021-2022    | Association sportive Otohô            |
| Coupe de la confédération 2021-2022        | Diables noirs de Brazzaville          |
| Promotions et relégations                  |                                       |
| Promus en Ligue 1                          | Bana Nouvelle Génération              |
| Relégués en Ligue 2                        | Racing Club de Brazzaville            |